# آرپی‌ام اینترنشنال
آرپی‌ام اینترنشنال (انگلیسی: RPM International) شرکت صنایع شیمیایی آمریکایی است، که در سال ۱۹۴۷ تأسیس شد.